# ارنست دبلیو هامبورگ
ارنست دبلیو هامبورگ (انگلیسی: Ernst W. Hamburger؛ زاده ۱۹۳۳ - درگذشتهٔ ۴ ژوئیهٔ ۲۰۱۸) فیزیک‌دان برزیلی بود.